# Bihadi Ranipani
Bihadi Ranipani (en népalais : बिहादी रानीपानी) est un comité de développement villageois du Népal situé dans le district de Parbat. Au recensement de 2011, il comptait 2 516 habitants.